# Teísmo clásico
En la filosofía escolástica y moderna, el teísmo clásico es una forma de teísmo en la que se concibe a Dios como ipsum esse subsistens (ser puro subsistente), en contraste con otras concepciones como el panteísmo, el panenteísmo, el politeísmo y el teísmo procesual.
Mientras la mayoría de las concepciones monoteístas están de acuerdo en que Dios es, como mínimo, omnisciente, omnipotente y completamente bueno,el teísmo clásico concibe a Dios como absolutamente trascendente, impasible y con los atributos de simplicidad, inmutabilidad y eternidad.
El teísmo clásico se asocia a la tradición de escritores como Platón, Aristóteles, Plotino, Agustín de Hipona, Anselmo, Maimónides, Averroes y Tomás de Aquino. En oposición a esta tradición, hoy en día hay filósofos como Alvin Plantinga (que rechaza la simplicidad divina), Richard Swinburne (que rechaza la atemporalidad divina) y William Lane Craig (que rechaza la simplicidad divina), quienes pueden ser vistos como teístas neoclásicos. Además, la defensa del hesicasmo de Gregory Palamas destaca la distinción esencia-energía, tal como lo entiende la Iglesia ortodoxa oriental. Filósofos como Frederick Copleston, Elizabeth Anscombe, Peter Geach, Edward Feser, Étienne Gilson y Giovanni Reale han defendido el teísmo clásico en los últimos tiempos.